# Gina Cabrera
Gina Cabrera (* 28. Mai 1928 in Havanna, Kuba; † 3. Januar 2022 ebenda) war eine kubanische Schauspielerin in Film und Fernsehen.

## Leben und Karriere
Die 1928 in Havanna geborene Luisa Georgina Cabrera Parada begann ihre Filmkarriere 1945 mit der weiblichen Hauptrolle an der Seite von Rafael Bertrand in François B. DeValdes Filmdrama Sed de Amor. 1951 besetzte sie der Regisseur Ramón Peón in seiner Kinoproduktion La renegada neben Rita Montaner und Yadira Jiménez. Ferner spielte sie 1952 in der Rolle der Virginia Castillo Blanco in Juan José Ortegas romantischem Drama La mentira an der Seite von Marga López und Jorge Mistral. 1953 sah man sie im Kino in Ernesto Cortázars Filmen Ambiciosa und Estrella sin luz. 1954 drehte sie unter der Regie von Emilio Fernández das Filmdrama La rosa blanca an der Seite von Roberto Cañedo und Julio Capote. 
1958 wandte sich Cabrera dem Fernsehen zu und spielte dort in Episoden von Serien wie El derecho de nacer. Zu ihren Auftritten in den 1980er Jahren in dem neuen Medium gehörten Sol de Batey (1985) oder Filomena Marturano (1987). Sie war von der Gründung bis in die 1990er Jahre ein Topstar des kubanischen Staatsfernsehens. 1961 leitete sie die CMQ-Fernseh- und Radioabteilung der kubanischen Alphabetisierungskampagne. 2003 wurde ihr für ihre Karriere ein lebenslanger Premio Nacional de Televisión verliehen.
Gina Cabrera verstarb am 3. Januar 2022 im Alter von 93 Jahren.

## Filmografie (Auswahl)
- 1945: Sed de Amor
- 1951: La renegada
- 1952: La mentira
- 1953: Ambiciosa
- 1953: Estrella sin luz
- 1954: La rosa blanca
- 1958: El derecho de nacer (Fernsehserie, 3 Episoden)
- 1985: Sol de Batey (Fernsehserie)
- 1987: Filomena Marturano (Fernsehserie)